# Amarah-Jae St. Aubyn
Amarah-Jae St. Aubyn (* 1994 in London) ist eine britische Filmschauspielerin.

## Leben
Amarah-Jae St. Aubyn wurde 1994 in London geboren. Ihre Eltern sind jamaikanisch-kubanischer und guyanischer Herkunft.
Sie besuchte die Italia Conti Academy of Theatre Arts in East London und absolvierte die BRIT School in Croydon. Im Jahr 2018 trat sie der Besetzung von Harry Potter and the Cursed Child im Londoner West End bei.
Ihre erste und bislang einzige Filmrolle erhielt sie in Lovers Rock von Steve McQueen, dem zweiten Teil der Small Axe-Filmreihe. Darin spielt sie in der Hauptrolle Martha, die sich heimlich aus ihrem Elternhaus in Ealing geschlichen hat, um eine Party zu besuchen und am nächsten Morgen wieder zurückkehrt, rechtzeitig für den Kirchgang mit ihrer Familie.
St. Aubyn wurde vom britischen Branchendienst Screen International zu den „Stars of Tomorrow“ des Jahres 2020 gezählt.
Im Jahr 2022 erhielt sie eine Rolle in dem Spielfilm The Silent Twins und sie spielte in der Miniserie Das Geständnis der Frannie Langton mit.

## Filmografie
- 2020: Small Axe – Lovers Rock
- 2021: The Last Days (Kurzfilm)
- 2022: The Silent Twins
- 2022: Das Geständnis der Frannie Langton (The Confessions of Frannie Langton, Miniserie)